# Aromatasi
L'aromatasi è un enzima chiave nella biosintesi degli estrogeni in quanto catalizza la reazione che a partire dal testosterone opera la sintesi di estradiolo.
Deve il suo nome al fatto che trasforma l'anello A degli steroidi in un anello aromatico, attraverso l'ossidazione ed eliminazione di un gruppo metilico. Chimicamente appartiene alla famiglia dei citocromi (proteine eme-dipendenti); il suo nome biochimico infatti è citocromo P450 19A.

## Effetti biologici nell'uomo
Nell'uomo è espressa primariamente a livello dei tessuti riproduttivi, ma è stata trovata in altri organi come il fegato e persino in alcune aree cerebrali. Quest'ultima localizzazione ha portato i ricercatori a speculare che questo enzima giochi un ruolo importante nel comportamento sessuale individuale. Non solo: potrebbe essere un regolatore degli effetti antidepressivi della dopamina.
Dato che la relazione biochimica tra estrogeni e dopamina cerebrale è stata dimostrata, è probabile che la trasduzione intracellulare innescata da questi due ormoni "dialoghi" nell'espressione genica cerebrale collegata al comportamento, all'umore e alla sessualità.

## Inibizione dell'aromatasi

### Farmaci antiaromatasi
L'aromatasi è un moderno bersaglio della terapia antitumorale diretta contro il carcinoma mammario. Viene espressa dalla maggior parte dei tumori dell'apparato riproduttivo e mammario e sono stati studiati, e sviluppati, svariati suoi inibitori di natura competitiva. 
Sono qui riportati i più conosciuti e il loro nome commerciale:
- Letrozolo (Femara): il letrozolo si usa per il trattamento non solo del carcinoma della mammella ma anche dell'ovaio (quest'ultimo in caso di ripresa della malattia) nelle donne in post-menopausa;
- Fadrozolo (Afema);
- Vorozolo (Rivizor);
- Formestano (Lentaron);
- Exemestane (Aromasin);
- Anastrozolo (Arimidex).

Esiste un'ampia casistica pubblicata su trial clinici ai livelli II e III riguardo alla loro efficacia in combinazione con inibitori della proteina tirosina chinasi e antagonisti del recettore del fattore di crescita epidermico (EGF). Il Femara e l'Arimidex sono ormai entrati nella pratica clinica internazionale, per la prevenzione delle ricadute post-chirurgiche o post-chemioterapiche dei tumori mammari maligni.
Nonostante alcuni dei farmaci antineoplastici classici (taxani, daunomicina, carboplatino, vincristina) siano ancora il cardine della chemioterapia contro il carcinoma della mammella, non è escluso che parte di essi possa venire sostituito in un futuro molto vicino dagli inibitori dell'aromatasi, che sono sicuramente molto più selettivi.

### Inibitori dell'aromatasi nelle fonti alimentari
I principali nutrienti antiaromatasi sono i lignani (ne sono ricchi i semi di lino e l'ortica), e i flavonoidi crisina, ginesteina e quercetina. I bioflavonoidi degli agrumi (parte bianca della buccia) e i flavoni della soia hanno invece un'azione diretta contro gli estrogeni, senza agire sull'enzima aromatasi.

Sono inibitori dell'aromatasi anche lo zinco e il calcio D-glucarato.
Succo d'uva, fragole, melograno, e funghi bianchi (Agaricus bisphorus) hanno dimostrato efficacia nell'inibire l'aromatasi.

### Fisiologia
- Balthazart J, Foidart A. Brain aromatase and the control of male sexual behavior. J Steroid Biochem Mol Biol. 1993 Mar; 44(4-6):521-40.
- Baillien M, Balthazart J. A direct dopaminergic control of aromatase activity in the quail preoptic area. J Steroid Biochem Mol Biol. 1997 Sep-Oct; 63(1-3):99-113.
- Balthazart J, Baillien M, Ball GF. Interactions between aromatase (estrogen synthase) and dopamine in the control of male sexual behavior in quail. Comp Biochem Physiol B Biochem Mol Biol. 2002 May;132(1):37-55.
- Cornil CA et al. Rapid decreases in preoptic aromatase activity and brain monoamine concentrations after engaging in male sexual behavior. Endocrinology. 2005 Sep; 146(9):3809-20.
- Absil P et al. Distribution of DARPP-32 immunoreactive structures in the quail brain: anatomical relationship with dopamine and aromatase. J Chem Neuroanat. 2001 Jan;21(1):23-39.
- Schlinger BA, Callard GV. Aromatization mediates aggressive behavior in quail. Gen Comp Endocrinol. 1990 Jul; 79(1):39-53.

### Terapia antitumorale
- Berry J. Are all aromatase inhibitors the same? A review of controlled clinical trials in breast cancer. Clin Ther. 2005; 27(11):1671-84.
- Carlini P ET AL. Aromatase inhibitors in post-menopausal metastatic breast carcinoma. Expert Opin Investig Drugs. 2007; 16(7):1023-36.
- Gibson LJ et al. Aromatase inhibitors for treatment of advanced breast cancer in postmenopausal women. Cochrane Database Syst Rev. 2007 Jan 24; (1):CD003370.
- Schwartzberg LS et al. Lapatinib plus letrozole as first-line therapy for HER-2+ hormone receptor-positive metastatic breast cancer. Oncologist. 2010; 15(2):122-29.
- Kaufman B et al. Trastuzumab plus anastrozole versus anastrozole alone for the treatment of postmenopausal women with human epidermal growth factor receptor 2-positive, hormone receptor-positive metastatic breast cancer: results from the randomized phase III TAnDEM study. Clin Oncol. 2009; 27(33):5529-37.
- Cristofanilli M et al. Phase II, randomized trial to compare anastrozole combined with gefitinib or placebo in postmenopausal women with hormone receptor-positive metastatic breast cancer. Clin Cancer Res. 2010; 16(6):1904-14.
- Riemsma R et al. Systematic review of aromatase inhibitors in the first-line treatment for hormone sensitive advanced or metastatic breast cancer. Breast Cancer Res Treat. 2010 Jun 10.
- AIMaC, profilo farmacologico del Letrozolo (Femara).

### Fonti alimentari
- Chen S, Sun XZ, Kao YC, Kwon A, Zhou D, Eng E. Suppression of Breast cancer cell growth with grape juice. Pharmaceutical Biology. 1998; 36 (Suppl 1): 53-61
- Adams LS, Zhang Y, Seeram NP, Weber D, Chen S. Pomegranate ellagitannin-derived compounds exhibit anti-proliferative and anti-aromatase activity in breast cancer cells in vitro. Cancer Prev Res (Phila). 2010; 3 (1): 108-13.
- Chen S, Oh SR, Phung S, et al. Anti aromatase activity of phytochemical in white button mushrooms (Agaricus bisphorus). Cancer Res. 2006; 66 (24): 12026-34